# Adam Freeland
Pour les articles homonymes, voir Freeland (homonymie).
Adam Freeland est un artiste, disc jockey et producteur anglais de musique électronique. Son mix DJ de 1998, Coastal Breaks II, est généralement considéré comme un des plus grands albums de breakbeat.

## Biographie
Adam Freeland est originaire de Brighton. En 1996, il sort son premier album Coastal Breaks. Il déménage à Los Angeles où il enregistre son second album Cope™ pour revenir ensuite en Grande-Bretagne. Il produit un album, Freeland, avec la formation Tsunami One dont il fait partie avec Kevin Beber. En tant que DJ, il mixe en solo sous son nom. Il détient le label Marine Parade Records.
De 1999 à 2001, il anime un show chaque vendredi sur la radio londonienne Kiss 100 FM. En 2008, il contribue à la chanson KIN en faveur de l'organisation internationale Survival International. En 2010, il sort un remix de son premier album Cope avec des emprunts musicaux à Etienne de Crécy.

## Discographie

### Albums
- 1996 Coastal Breaks - Vol 1
- 1998 Coastal Breaks - Vol 2
- 2000 Tectonics
- 2001 On Tour
- 2003 Now and Them (as Freeland)
- 2004 Fabric Live 16
- 2005 Back to Mine
- 2007 Global Underground 032: Mexico City
- 2009 Cope (as Freeland)
- 2010  Cope™ Remixed

### Singles
- Tsunami One - Number 43 With Steamed Rice Please
- Tsunami One & BT - Hip Hop Phenomenon
- Freeland & Beber Street Technique - Down
- Freeland - We Want Your Soul (en) (2003) - UK #35[1]
- Freeland - Supernatural Thing (2004) - UK #65[1]
- Freeland, Wink & Middleton – Rise Above
- Freeland – Heel n Toe
- Freeland – Mind Killer
- Adam Freeland – Silverlake Pills
- Adam Freeland - Hate EP
- Freeland - Under Control
- Adam Freeland - How To Fake Your Own Life (2010)

### Remixes
- The Orb - Little Fluffy Clouds
- Aquasky - Bodyshock
- Tales From The Hardside - Chemical Breakdown
- Orbital - Nothing Left
- Planet Funk - Chase The Sun
- Infusion - Better World
- Ils - Cherish
- Kayode Olajide - Olufela
- Kelis – Trick Me
- Killa Kela - Secrets
- Kim - Wet N Wild
- K-Swing + Beber - This Is The Sound
- Nirvana – Smells Like Freeland
- The White Stripes - Seven Nation Freeland
- Pressure Drop - Warrior Sound
- Pressure Drop - Your Mine
- Pink - Trouble
- Protocol – She Waits For Me
- Sarah Vaughan – Fever. Ce remix est utilisé comme musique intradiégétique dans une scène de cabaret, dans l'épisode 3-01 de la série policière Castle (2010).
- B-Movie - Nowhere Girl
- Telemen - In All Nothing
- The Doors – Hello I Love You
- Shiny Toy Guns - You Are The One
- Fujiya & Miyagi - Ankle Injuries
- Fluke - Absurd
- Marilyn Manson - You And Me And The Devil Makes 3
- Silversun Pickups - Lazy Eye
- Spinnerette - Sex Bomb
- Metric - Sick Muse
- Metric - Gimme Sympathy
- The Temper Trap - Fader
- Om Unit - Searching
- Neon Trees - Animal

## Autres œuvres
Un des singles de Adam Freeland, Mind Killer, se retrouve dans la bande originale du jeu Rez. Il crée plusieurs titres originaux pour le jeu vidéo Juiced 2: Hot Import Nights et certains de ces titres apparaissent dans la bande originale de Need for Speed: Underground 2.
Il est crédité pour trois titres dans la bande originale du jeu Les Sims 2 : Nuits de folie.